# Dragan Pechmalbec
Dragan Pechmalbec (serbisch-kyrillisch Драган Пешмалбец, Dragan Pešmalbec; * 5. Januar 1996 in Cahors, Frankreich) ist ein französisch-serbischer Handballspieler.

## Karriere

### Verein
Der 1,94 m große Kreisläufer spielte in der Jugend für CPB Rennes und HBC Nantes. Ab Dezember 2016 stand er im Kader der Profimannschaft von Nantes, mit der er 2017 die Coupe de France und den Trophée des champions sowie 2022 die Coupe de la Ligue gewann. In der EHF Champions League 2017/18 unterlag er mit dem Team im Endspiel gegen Montpellier Handball. Seit 2022 steht er beim ungarischen Rekordmeister Telekom Veszprém unter Vertrag. 2023, 2024 und 2025 gewann er die Meisterschaft sowie 2023 und 2024 den Pokal. 2024 gewann man die Vereinsweltmeisterschaft.

### Nationalmannschaft
In der französischen Nationalmannschaft debütierte Pechmalbec am 5. April 2018 im Rahmen der Golden League gegen Dänemark. Es folgten zwei weitere Partien ohne Torerfolg.
Im April 2021, drei Jahre nach seinem letzten Länderspiel, wurde er erneut in die französische Auswahl berufen. Er weigerte sich jedoch teilzunehmen und verkündete, in Zukunft für das Land seiner Mutter auflaufen zu wollen. Am 19. Juni 2021 stand er erstmals im Aufgebot der serbischen Nationalmannschaft im Spiel gegen Nordmazedonien. Er stand im serbischen Aufgebot für die Europameisterschaft 2022 und die Weltmeisterschaft 2023.

## Privates
Sein Vater ist Franzose und seine Mutter Serbin. Er spielte bis zu seinem 15. Lebensjahr Fußball bei Stade Rennes.